# Campionatul de război 1944-1945
Deși bombardamentele crescuseră în București, fotbaliștii se antrenau și chiar jucau meciuri amicale (Venus-Sportul Studențesc 3-1 și 2-3). La 23 august România se eliberează, iar imediat, după întoarcerea fotbaliștilor de pe front, activitățile se reiau cu efective complete. Campionatul începe pe 3 septembrie, cu un prim cuplaj bucureștean: Juventus-Venus și Sportul Studențesc-F.C. Rapid. Tot în anul 1944, spre sfârșitul lunii septembrie, se organizează trofeul „Ardealul întregit“. Turneul s-a jucat pe stadionul Giulești, cu participarea a 4 echipe: Venus, Rapid, Juventus și Unirea Tricolor. A câștigat Rapid, după 2 victorii (s-a jucat sistem eliminatoriu).